# Erythmelus gracilis
Erythmelus gracilis är en stekelart som först beskrevs av Howard 1881.  Erythmelus gracilis ingår i släktet Erythmelus och familjen dvärgsteklar. Inga underarter finns listade i Catalogue of Life.